# Айегбени, Якубу
Якубу Айегбени (англ. Yakubu Aiyegbeni; 22 ноября 1982, Бенин-Сити, Нигерия) — нигерийский футболист, нападающий.

## Клубная карьера
Якубу родился в Бенин-Сити, штат Эдо. Мощный центральный нападающий начал свою карьеру ещё подростком в клубе «Юлиус Бергер» из Лагоса, в нигерийской премьер-лиге. Позже он был отдан в аренду португальскому клубу «Жил Висенте».
В 1999 году права на 17-летнего Айегбени были приобретены израильским клубом «Маккаби» (Хайфа), по оценкам в прессе — за 300 тысяч долларов. Нигериец выступал за «Маккаби» до начала 2003 года, за это время став двукратным чемпионом Израиля, а в восьми матчах Лиги чемпионов 2002/03 забил семь мячей, в том числе хет-трик в ворота «Олимпиакоса». Якубу стал первым в истории африканцем, сделавшим хет-трик в Лиге чемпионов УЕФА.
В январе 2003 года Якубу был продан в «Портсмут» за 4,4 млн фунтов стерлингов и по итогам сезона завоевал с этим клубом право выступать в Премьер-лиге. За дебютный сезон «Портсмута» в Премьер-лиге Айегбени провёл 16 мячей в 37 играх, первый из них забив уже во втором своём матче в высшем дивизионе английского футбола. Хотя летом 2004 года он должен был перейти в «Мидлсбро», вместо этого нигериец подписал с «Портсмутом» долгосрочный контракт, истекающий только в 2007 году.
Переход в «Мидлсбро» состоялся в 2005 году («Портсмут» получил за нападающего 7,5 миллионов фунтов), после чего Айегбени сформировал ударный тандем с австралийцем Марком Видукой. Уже в свой первый сезон в новом клубе нигериец дошёл с ним до финала Кубка УЕФА, а также помог завершить год на 7-м месте в Премьер-лиге — высшем в истории «Мидлсбро».
После 103 игр и 35 голов в составе «Мидлсбро» Айегбени в августе 2007 года перешёл в «Эвертон», сумма сделки составила 11,25 млн фунтов. Он забил свой первый гол за «Эвертон» уже в дебютном матче, а всего за сезон 2007/8 отметился 21 голом (включая два хет-трика), став первым игроком «Эвертона» с 1992 года, забившим за сезон больше 20 мячей. В первых пяти матчах следующего сезона нигериец поразил ворота соперников четыре раза, но в ноябре выбыл из строя до конца года из-за разрыва ахиллова сухожилия. Он вернулся в строй в сентябре 2009 года и продолжал выступать за «Эвертон» до января 2011 года. К этому времени у него появились проблемы с попаданием в стартовый состав команды, и он перешёл в «Лестер Сити» до конца года, затем в межсезонье присоединившись к «Блэкберн Роверс».
В июне 2012 года, после одного сезона с «Блэкберном», не сумевшим по его итогам удержаться в Премьер-лиге, Айегбени отправился в КНР, где был включён в состав клуба «Гуанчжоу»; срок контракта с китайской командой составлял три года. Зв 2012 и 2013 годы нигериец провёл в составе «Гуанчжоу» 43 матча и забил 23 мяча, прежде чем в январе 2014 года присоединиться к катарскому клубу «Эр-Райян».
После Катара ненадолго вернувшись в Англию (в состав клуба «Рединг» из Чемпионата футбольной лиги), Якубу провёл сезон 2015/16 в турецком «Кайсериспоре» прежде чем в июле 2016 года снова подписать контракт с английским клубом — выступающим в одном из низших дивизионов «Борем Вудом».
22 ноября 2017 года Якубу Айегбени объявил о завершении карьеры.

## Карьера в сборной
Якубу Айегбени занимает третье место в списке самых результативных бомбардиров сборной Нигерии, за время выступлений в ней забив 21 мяч. Айегбени представлял Нигерию в четырёх розыгрышах Кубка африканских наций, в трёх играх чемпионата мира 2010 года (где забил гол в ворота сборной Южной Кореи) и на Олимпийских играх.

## Достижения
Маккаби (Хайфа)
- Чемпион Израиля: 2000/01, 2001/02

Портсмут
- Победитель чемпионата Футбольной лиги: 2002/03

## Клубная статистика
| Клуб               | Сезон            | Чемпионат | Чемпионат | Кубок | Кубок | Кубок Лиги | Кубок Лиги | Еврокубки | Еврокубки | Итого | Итого |
| Клуб               | Сезон            | Игры      | Голы      | Игры  | Голы  | Игры       | Голы       | Игры      | Голы      | Игры  | Голы  |
| ------------------ | ---------------- | --------- | --------- | ----- | ----- | ---------- | ---------- | --------- | --------- | ----- | ----- |
| Хапоэль Кфар-Сава  | 1999/00          | 23        | 6         | ?     | ?     | ?          | ?          | ?         | ?         | 23    | 6     |
| Маккаби Хайфа      | 2000/01          | 14        | 3         | ?     | ?     | ?          | ?          | ?         | ?         | 14    | 3     |
| Маккаби Хайфа      | 2001/02          | 22        | 13        | ?     | ?     | ?          | ?          | ?         | ?         | 22    | 13    |
| Маккаби Хайфа      | 2002/03          | 13        | 8         | ?     | ?     | ?          | ?          | 7         | 7         | 20    | 15    |
| Портсмут           | 2002/03          | 14        | 7         | —     | —     | —          | —          | —         | —         | 14    | 7     |
| Портсмут           | 2003/04          | 37        | 16        | 4     | 1     | 2          | 2          | —         | —         | 43    | 19    |
| Портсмут           | 2004/05          | 30        | 13        | 2     | 2     | 3          | 2          | —         | —         | 35    | 17    |
| Мидлсбро           | 2005/06          | 34        | 13        | 7     | 4     | 2          | 0          | 13        | 2         | 56    | 19    |
| Мидлсбро           | 2006/07          | 37        | 12        | 8     | 4     | —          | —          | —         | —         | 45    | 16    |
| Мидлсбро           | 2007/08          | 2         | 0         | —     | —     | —          | —          | —         | —         | 2     | 0     |
| Эвертон            | 2007/08          | 29        | 15        | 1     | 0     | 3          | 3          | 6         | 3         | 39    | 21    |
| Эвертон            | 2008/09          | 14        | 4         | 0     | 0     | 1          | 0          | 2         | 1         | 17    | 5     |
| Эвертон            | 2009/10          | 25        | 5         | 0     | 0     | 2          | 1          | 9         | 0         | 36    | 6     |
| Эвертон            | 2010/11          | 14        | 1         | 0     | 0     | 1          | 0          | —         | —         | 15    | 1     |
| Лестер Сити        | 2010/11          | 20        | 11        | —     | —     | —          | —          | —         | —         | 20    | 11    |
| Блэкберн Роверс    | 2011/12          | 30        | 17        | 0     | 0     | 3          | 1          | —         | —         | 33    | 18    |
| Гуанчжоу Эвергранд | 2012             | 14        | 9         | 1     | 1     | —          | —          | —         | —         | 15    | 10    |
| Гуанчжоу Эвергранд | 2013             | 29        | 15        | 1     | 0     | —          | —          | —         | —         | 30    | 15    |
| Эр-Райян           | 2013/14          | 8         | 3         | —     | —     | —          | —          | 6         | 1         | 14    | 4     |
| Рединг             | 2014/15          | 7         | 0         | 4     | 1     | —          | —          | —         | —         | 11    | 1     |
| Кайсериспор        | 2015/16          | 12        | 0         | 5     | 3     | —          | —          | —         | —         | 17    | 3     |
| Ковентри Сити      | 2016/17          | 3         | 0         | —     | —     | —          | —          | —         | —         | 3     | 0     |
| Всего за карьеру   | Всего за карьеру | 359       | 141       | 26    | 12    | 17         | 9          | 35        | 11        | 449   | 173   |